# Kaderberoepsgerichte leerweg
De kaderberoepsgerichte leerweg (kblw) is een opleidingsrichting binnen het voorbereidend middelbaar beroepsonderwijs (vmbo). Deze richting komt overeen met het voormalige voorbereidend beroepsonderwijs (vbo). 
Deze leerweg is voor leerlingen die het liefst kennis opdoen door met praktijk bezig te zijn. 
De benaming verwijst naar het feit dat de leerlingen bezig zijn met een opleiding die in haar geheel gericht is op een functie binnen het kader van de gekozen sector. De leerling doet examen in vier algemene vakken en een beroepsgericht vak of programma met een omvang van 960 uur.